# Cathédrale de Modigliana
La cathédrale de Modigliana est l'église catholique principale de la ville de Modigliana, en Italie. Il s'agit de la cocathédrale du diocèse de Faenza-Modigliana. Elle est dédiée à saint Étienne.

## Histoire et description
Cette cathédrale a des origines fort anciennes. En effet elle est documentée pour la première fois en 892 comme église dédiée à saint Étienne ; il n'en reste que la crypte à cause de la restructuration du XVe siècle. La nouvelle église est consacrée par le pape Jules II, à l'occasion de son passage dans la ville en 1506 et de sa visite pastorale dans la province de Romagne. D'autres travaux sont effectués au XVIIIe siècle, notamment avec l'adjonction du campanile. Lorsque le nouveau diocèse de Modigliana est érigé au milieu du XIXe siècle, l'église Saint-Étienne en devient la cathédrale.
On peut distinguer d'un point de vue artistique et historique la chapelle de la Madonna del cantone, édifiée derrière l'abside de la cathédrale au XVe siècle;  l’oratoire de Gesù morto, construit à l'intérieur de l'antique crypte (XIIe siècle), et qui abrite aujourd'hui les tombes des évêques de Modigliana.